# Праницкий, Владимир Дмитриевич
Владимир Дмитриевич Праницкий (?—1918) — священник 217-го пехотного Ковровского полка, герой Первой мировой войны.

## Биография
Родился в Одессе.
Принимал участие в русско-японской войне, за отличия в которой был награждён орденами св. Анны 3-й и 2-й степени. По возвращении с войны служил преподавателем Закона Божьего во 2-й Одесской мужской гимназии.
После начала Первой мировой войны ушёл добровольцем на фронт, был зачислен полковым священником в 281-й пехотный Новомосковский полк. С 1915 года служил полковым священником в 217-м пехотном Ковровском полку. 7 июля 1915 года награждён орденом св. Владимира 4-й степени с мечами. Приказом Протопресвитера военного и морского духовенства от 10 ноября 1916 года Праницкий был награждён орденом св. Георгия 4-й степени
За отличие в бою 19 мая 1915 г. при отбитии немецких атак у Воли Шидловской при которой был отравлен удушливыми газами и получил воздушную контузию.
В начале 1916 года Праницкий был переведён благочинным в 115-ю пехотную дивизию. 24 февраля того же года он был назначен протоиереем 7-го Особого полка на Салоникском фронте. Здесь за отличие он был награждён сербским орденом Белого орла 5-й степени с мечами.
В 1917 году Праницкий был отстранён от богослужения по обвинению в распространении листовок с призывами к неподчинению командованию и дезертирству. Было назначено следствие и Праницкому выдано предписание оставить Грецию и вернуться в Россию. Праницкий не подчинился и бежал во Францию. Скончался в Марселе 4 июля 1918 года.